# Malaisien (langue)
Pour les articles homonymes, voir Malaisien.
Ne doit pas être confondu avec Malais (langue).
Le malaisien (bahasa Malaysia, littéralement « langue de la Malaisie ») est l'appellation couramment utilisée de la langue nationale de la Malaisie.
C'est Tunku Abdul Rahman, « père » de l'indépendance de la Malaisie, qui a introduit cette appellation. Elle exprime une volonté politique de fédérer les diverses communautés du pays par une langue partagée par tous les citoyens. En 1986 Anwar Ibrahim, alors ministre de l'Éducation, avait décidé de supprimer cette appellation pour la remplacer par celle de Bahasa Melayu ou « malais », comme l'article 152 de la constitution malaisienne nomme d'ailleurs la langue nationale. Ce terme est cependant contesté politiquement par les autres pays de culture malaise comme l'Indonésie ou le Brunei. En 2007, le gouvernement malaisien a décidé un retour à l'appellation Bahasa Malaysia.
Le malaisien est une des formes du groupe malais, appelée également Bahasa Melayu Baku ou « malais standard ». Il existe en effet en Malaisie plusieurs parlers régionaux appartenant au groupe malais. Le malaisien est enseigné dans toutes les écoles du pays et sert d'outil de communication interethnique (en concurrence avec l'anglais pour la classe moyenne et urbaine).
On trouve d'autres formes de malais en dehors de la Malaisie : à Brunei, en Indonésie (l'indonésien, la langue nationale de l'Indonésie, est lui-même une forme de malais), à Singapour et dans le sud de la Thaïlande (provinces de Yala, Pattani, Narathiwat et Songkhla).

## Histoire
On considère que le berceau du malais moderne sont les îles Riau, à l'extrémité de la péninsule malaise et dans le détroit entre celle-ci et Sumatra, point de passage d'une des plus anciennes et importantes routes maritimes et, par suite, important carrefour de communication.

## Classification
Le malaisien appartient à un groupe dit « malais », lui-même partie d'un groupe dit « malaïque » dans la branche malayo-polynésienne de la famille des langues austronésiennes, dont l'aire s'étend de Madagascar à l'ouest à l'île de Pâques à l'est, et de Taïwan et Hawaï au nord à la Nouvelle-Zélande au sud. 
Certains linguistes parlent d'un groupe « malayo-polynésien occidental », que certains appellent aussi « nusantarien », du nom indonésien Nusantara qui désigne l'archipel indonésien), qui inclut les langues parlées en Indonésie occidentale et centrale, les langues des Philippines, de la Malaysia et le malgache de Madagascar.

### Statut de la langue
Le malais est la langue nationale et officielle de la Malaisie. Ce pays étant composé de communautés multiples (Malais, Chinois, Indiens, Ibans, Kadazans, Eurasiens), le terme Bahasa Malaysia fut choisi comme étant un nom fédérateur pour toutes les communautés et non la seule langue des Malais. Après l'indépendance, le malais fut promu comme vecteur d'unité et outil de communication en remplacement de l'anglais. Depuis les années 1980, ce terme a été contesté. Désormais, « bahasa melayu » et « bahasa malaysia » sont utilisés conjointement, chacun recouvrant une acception  différente selon l'interprétation politique du locuteur.

### Normes
La norme linguistique officielle acceptée est celle des îles Riau en Indonésie, considéré comme le berceau du malais moderne. Le Dewan Bahasa dan Pustaka (« conseil de la langue et de l'écriture ») de Kuala Lumpur régit la norme linguistique.

## Autres formes de malais en Malaisie
En Malaisie même, le malais présente d'autres variétés régionales :
- Malais du Kelantan;
- Malais du Terengganu;
- Malais de Penang et du Kedah;
- Malais de Melaka;
- Malais de Johor;
- Malais de Kuala Lumpur;
- Malais de Bornéo.

## Écriture
Le malais moderne et l'indonésien s'écrivent en alphabet latin. L'Indonésie et la Malaisie ont unifié leur graphie officielle en 1972. 
Le malais classique s'écrit avec l'alphabet arabe. Cette écriture est appelée jawi.
Les plus vieilles inscriptions en vieux-malais, trouvées dans l'île indonésienne de Bangka et dans l'actuelle ville de Palembang dans le sud de Sumatra, datent de 683, 684 et 686. Elles sont rédigées dans un alphabet d'origine indienne.
La transition d'une écriture indienne à l'écriture arabe s'opère peut-être au XIVe siècle. On trouve à Minye Tujuh, dans la province indonésienne d'Aceh, deux pierres tombales musulmanes rédigées en malais dans deux alphabets, l'un d'origine indienne qualifié de « proto-sumatranais », l'autre, arabe, et datées à la fois en ère indienne Saka et de l'Hégire. La date de l'une des pierres équivaut à 1380 apr. J.-C. et celle de l'autre à 1389. À Pengkalan Kempas dans l'État du Negeri Sembilan en Malaysia, il existe également une inscription en malais rédigée de la même façon dans les deux alphabets et datée 1385 de l'ère Saka (1463 apr. J.-C.).
En Malaisie, le jawi a été remplacé par l'alphabet latin dans les années 1950 sur la base d'une graphie anglaise (par exemple, avec « ch » pour le son français « tch » [tʃ] et « j » pour le son « dj » [dʒ]).
La réforme de 1972 a amené à une graphie commune au malais malaisien et au malais indonésien. La seule modification pour le malaisien fut le « ch » malaisien « c » ( chahaya > cahaya = « lumière »). Cependant la plupart des patronymes et toponymes n'ont pas pris en compte ce changement de graphie (ex : Kuching, Cherating…)

## Différences entre le malaisien et l'indonésien
Les différences entre les deux langues sont dues à différents facteurs. Même si l'intercompréhension se fait avec un minimum d'adaptation, il s'agit de deux idiomes distincts selon les critères des linguistes. Il existe également des divergences orthographiques, liées notamment à des prononciations différentes d'un même mot.
Certains veulent voir dans l'indonésien et le malaisien des « langues ausbau » l'une par rapport à l'autre, c'est-à-dire qu'elles existent en tant que telles par une volonté politique et culturelle.
L'indonésien diffère du malaisien d'abord pour des raisons historiques. Les colonisations britannique sur la péninsule malaise et néerlandaise sur l'archipel indonésien ont eu un impact majeur sur la langue malaise. Les deux formes de malais ont donc été influencées par les contextes coloniaux respectifs.
Un facteur beaucoup plus déterminant aujourd'hui est le contexte indonésien. Le javanais, avec plus de 80 millions de locuteurs, mais aussi d'autres langues régionales d'Indonésie comme le soundanais de Java occidental, qui a près de 35 millions de locuteurs, enrichissent énormément l'indonésien, notamment son vocabulaire.
Le choix par les nationalistes indonésiens du malais comme langue de la future Indonésie indépendante était logique. Jusque vers 1900, quand ils commencent à ouvrir des écoles pour indigènes avec un enseignement moderne en néerlandais, les Néerlandais refusaient de parler leur langue avec les indigènes. Ils utilisaient le malais, langue d'échange dans l'archipel indonésien au moins depuis au moins le XVe siècle, période de grandeur du sultanat de Malacca sur la péninsule Malaise. Le plus ancien document écrit en malais qu'on ait retrouvé est une lettre écrite en 1521 dans le sultanat de Ternate aux Moluques, dans l'est de l'Indonésie.
Malacca aurait été fondée peu avant 1400 par un prince de Sriwijaya dont on a cité ci-dessus les inscriptions du VIIe siècle en vieux-malais. On peut supposer que le malais était déjà utilisé dans les ports de la région à l'époque de Sriwijaya (soit avant le XVe siècle). Des inscriptions en vieux-malais ont ainsi été trouvées dans le centre de Java, dont les dates vont de 792 au IXe siècle.

## Phonologie

### Consonnes
Le système des consonnes du malais est résumé dans le tableau ci-dessous :
|               |               | Bilabiale | Labio-dentale | Dentale / alvéolaire | Palatale | Vélaire | Glottale |
| Occlusives    | Sourde        | p         |               | t                    |          | k       | - [ʔ]    |
| Occlusives    | Voisée        | b         |               | d                    |          | g       |          |
| Affriquées    | Sourde        |           |               |                      | c [tʃ]   |         |          |
| Affriquées    | Voisée        |           |               |                      | j [dʒ]   |         |          |
| Fricatives    | Sourde        |           | f             | s                    | sy [ʃ]   | kh      | h        |
| Fricatives    | Voisée        |           | v             | z                    |          |         |          |
| Nasales       | Nasales       | m         |               | n                    | ny [nj]  | ng [ŋ]  |          |
| Latérales     | Latérales     |           |               | l                    |          |         |          |
| Roulées       | Roulées       |           |               | r                    |          |         |          |
| Semi-voyelles | Semi-voyelles | w         |               |                      | y        |         |          |

La dentale /s/ se prononce [s] comme dans le mot tasse et n'est jamais voisée en /z/ [z] : nasi = riz se prononce « nassi ».
La dentale /r/ se prononce roulé (bout de la langue sur le palais).
La palatale /c/ se prononce quelque part entre « tch » [tʃ] et « ti » [ti]. De même, le /j/ se prononce quelque part entre « dj » [dʒ] et « di » [di].
La vélaire /ng/ est un phonème difficile pour les francophones. Il se prononce [ŋ] comme le « ng » dans l'allemand singen (« chanter »).
La glottale aspirée /h/ est toujours prononcée, au début comme à la fin d'un mot. Darah, « sang », se prononce avec un /h/ final marqué, qui le distingue de dara, « jeune fille ».
Les consonnes finales, au lieu d'être relâchées comme en français, sont prononcées en gardant les articulations en place. Par exemple, minum (« boire ») se prononce en gardant les lèvres fermées sur le /m/ finale. Le /k/ final se prononce donc en gardant la glotte bloquée en position fermée, ce qui le rend inaudible pour une oreille française.
Les consonnes fricatives suivantes sont des emprunts étrangers :
- Sourdes : labio-dentale /f/, palatale /sy/, vélaire /kh/.
- Voisées : labio-dentale /v/ et dentale /z/.

Le /v/ est d'ailleurs prononcé comme un /f/ [f]. Les deux sont même parfois prononcés /p/ [p]. Le /z/ est parfois prononcé comme un /j/ [ʒ].

### Voyelles
Les voyelles du malais sont :
- /a/ prononcé [a] comme en français,
- /e/ muet [ə],
- /é/ écrit également « e » et prononcé en général comme un « è » [ɛ], parfois comme un « é » français [e],
- /i/ [i]
- /o/ [o]
- /u/ prononcé « ou » [u].

## Grammaire

### Syllabes
Il semble que la 2e syllabe de la base constitue la racine sémantique, car on constate des familles de mots. Voici quelques exemples :
- -ngkat : angkat = « soulever », tingkat = « étage », pangkat = « grade », peringkat = « niveau ».
- -ku : kuku = « ongle », paku = « clou », kaku = « raide », beku = « figé », buku = « nœud d'une branche ou d'une tige ».
- -rah : darah = « sang », merah = « rouge », marah = « en colère », parah = « grave ».
- -mur : sumur = « puits », kumur = « se rincer la bouche », jemur = « faire sécher », jamur = « champignon »
- -bar : lebar = « large », sebar = « répandre », tebar = « s'étendre », kibar = « déployer », bubar = « se disperser ».

Sur une base, on peut produire d'autres mots en appliquant une série d'affixes, ou redoubler la base, ou combiner affixation et redoublement.

### Pronoms personnels
|                                  | Isolé                 | Emphatique           | Suffixe | Préfixe |
| -------------------------------- | --------------------- | -------------------- | ------- | ------- |
| 1re personne du singulier        | saya, aku             | daku (littéraire)    | -ku     | ku-     |
| 2e personne du singulier         | kau, kamu             | dikau (littéraire)   | -mu     | awak    |
| 3e personne du singulier         | ia (plutôt écrit)     | dia (usuel au parlé) | -nya    |         |
| 1re personne du pluriel inclusif | kita                  |                      |         |         |
| 1re personne du pluriel exclusif | kami                  |                      |         |         |
| 2e personne du pluriel           | kamu sekalian, kalian |                      |         |         |
| 3e personne du pluriel           | mereka                |                      | -nya    |         |

### Pronoms démonstratifs
|                                   | Épithète                      | Locatif |
| --------------------------------- | ----------------------------- | ------- |
| Près du locuteur(ceci, ici) *     | ini                           | sini    |
| Près de l'interlocuteur(cela, là) | itu                           | situ    |
| Éloigné (là-bas)                  | (probablement un ancien inan) | sana    |

### Pronoms interrogatifs
Interrogatifs formés sur apa :
- apa? = que, quoi?
- siapa? = qui?
- mengapa? = pourquoi?

Interrogatifs formés sur mana :
- yang mana? = lequel?
- bagaimana? = comment?
- di mana? = où (est-il)?
- ke mana? = où (allons-nous)?

Autres interrogatifs :
- bila? = quand?

### Pronom relatif
Le malais n'en a qu'un : yang.

## Lexique

### Base
Le lexique de base du malais-malaisien est constitué de mots en principe dysyllabiques, c'est-à-dire constitué de deux syllabes. Voici des exemples :
| Mot    | Traduction  | Prononciation standard    |
| ------ | ----------- | ------------------------- |
| terre  | bumi        | boumi                     |
| ciel   | langit      | langit (nasal) (lan-yite) |
| eau    | air         | aïr                       |
| feu    | api         | idem                      |
| homme  | lelaki      | le laki                   |
| femme  | perempuan   | preummpouann              |
| mari   | suami, laki | soimi                     |
| femme  | isteri      | istri                     |
| manger | makan       | makann                    |
| boire  | minum       | minoumm                   |
| grand  | besar       | be-ssar                   |
| petit  | kecil       | ke-tchil                  |
| nuit   | malam       | idem                      |
| jour   | hari        | idem                      |

## Lexique malais-français
[litt. = littéralement]
- oui = ya
- non = tidak (abrégé en 'tak' à l'oral) (face à un adjectif ou un verbe) ou bukan (devant un nom)
- pardon, excusez-moi = maaf (ma-aaf)
- bonjour =
  - selamat pagi [litt. salut du matin ] de 5 à 10 h du matin
  - selamat tengah hari [litt. salut du milieu du jour] de 10 à 15 h
  - selamat petang [litt. salut dd l'apm] de 15 à 18 h
- bonsoir = selamat malam [litt. salut de la nuit] de 18 à 5 h du matin
- bonne nuit = selamat tidur [litt. salut du dormir]
- bienvenue  = selamat datang
- au revoir = 
  - selamat jalan (bonne route, pour celui s'en allant)
  - selamat tinggal (bon séjour, pour celui restant)
- comment allez-vous ?  = Apa khabar ? [litt. quoi nouvelle]
- ça va !  = Khabar baik ! (kabar baïk) [litt. nouvelle bonne]
- merci  = Terima kasih (tréma kassé) [litt.recevoir amour]
- Monsieur  = Encik
- Madame  = Puan (pour une femme mariée ou d'un certain âge)
- Mademoiselle  = Cik (pour une fille dès 16 ans)
- Dans la rue, pour s'adresser à des inconnus, les termes :  « abang » (grand-frère), « kak » (grande-sœur), « pacik » (oncle), « macik » (tante) et « adik » (petit-frère ou petite-sœur) sont d'usage en fonction de l'âge estimé du destinataire.
- restaurant  = restoran
- chambre  = bilik tidur
- salle de bain = bilik mandi [litt.chambre bain]
- toilettes = tandas
- petit-déjeuner = makan pagi [litt. manger matin]
- je = saya (aku avec un proche)
- tu = awak (kau pour un ami proche)
- il ou elle = dia
- nous = kami (qui n'implique pas la personne à qui on s'adresse) et kita (qui implique le ou les auditeurs)
- vous (de politesse) = awak ou anda (annda) ou un terme d'adresse (Ayah, Ibu, Pacik, Macik…) ou encore le prénom de la personne
- ils ou elles : mereka
- aller = pergi
- se promener : jalan-jalan (djalann- djalann)

## Tableau comparatif malaisien-indonésien
Le tableau ci-dessous montre les différences entre le malais de Malaisie et l'indonésien dues aux influences coloniales respectives (britannique en Malaysia et néerlandais en Indonésie). L'orthographe originale a été modifiée pour coïncider avec les règles d'écritures basées sur la phonétique, tout en gardant une prononciation proche de la langue d'origine (seksyen ou stesyen pour section et station). 
Certains emprunts portugais sont identitiques dans ces deux langues (meja, mentega, garpu, bendera, lelang et keju pour  table, beurre, fourchette, drapeau, enchères et fromage) et ainsi que de l'arabe (Jours de la semaine, vocabulaire par le Coran)
| Français | Malaisien | Indonésien |
| -------- | --------- | ---------- |

| mars                              | Mac - anglais March                         | Maret - néerlandais : maart                                    |  |
| juin                              | Jun - (en) June                             | Juni - (nl) juni                                               |  |
| juillet                           | Julai - (en) July                           | Juli - (nl) juli                                               |  |
| août                              | Ogos - (en) August                          | Agustus - (nl) augustus                                        |  |
| après-midi                        | petang                                      | sore (après-midi et début de soirée)                           |  |
| Commonwealth                      | Komanwel                                    | Persemakmuran                                                  |  |
| pouvoir (avoir l'autorisation de) | boleh                                       | boleh                                                          |  |
| pouvoir (être capable de)         | boleh                                       | bisa                                                           |  |
| défi                              | cabaran (tentangan)                         | tantangan                                                      |  |
| parler                            | bercakap                                    | berbicara (bercakap signifie '« causer »)                      |  |
| magasin                           | kedai                                       | toko - (mot chinois)                                           |  |
| balcon                            | balkoni                                     | balkon                                                         |  |
| vasque                            | besen (de l'anglais)                        | baskom (du néerlandais)                                        |  |
| huit                              | lapan                                       | delapan                                                        |  |
| billet / ticket                   | tiket - (en) ticket                         | karcis - (nl) kaartje                                          |  |
| carte                             | kad                                         | kartu                                                          |  |
| pharmacie                         | farmasi                                     | apotek - (nl) apotheek                                         |  |
| toilettes                         | tandas                                      | kamar kecil                                                    |  |
| code postal                       | poskod - (en) postcode                      | kode pos                                                       |  |
| lundi                             | Isnin                                       | Senin                                                          |  |
| dimanche                          | Ahad - Minggu = 'semaine'                   | Minggu - portugais Domingo                                     |  |
| Grande-Bretagne                   | Britain                                     | Britania (Inggeris « anglais » ou '« Angleterre » est préféré) |  |
| Irlande                           | Ireland                                     | Irlandia                                                       |  |
| Japon                             | Jepun                                       | Jepang - portugais Japão                                       |  |
| Singapour                         | Singapura                                   | Singapur ou Singapura                                          |  |
| Nouvelle-Zélande                  | New Zealand                                 | Selandia Baru                                                  |  |
| États-Unis                        | Amerika Syarikat                            | Amerika Serikat                                                |  |
| Chemise                           | Kemeja                                      | kemeja - portugais camisa                                      |  |
| Maillot /polo                     | baju                                        | baju ou kemeja                                                 |  |
| Jus (fruits)                      | jus (buah)                                  | air (buah)                                                     |  |
| restaurant                        | restoran                                    | rumah makan                                                    |  |
| passeport                         | pasport                                     | paspor                                                         |  |
| police                            | polis - (en) police                         | polisi - (nl) politie                                          |  |
| politique / police (assurances)   | polisi - (nl) policy                        | kebijakan                                                      |  |
| fédéral                           | perseketuan                                 | federal                                                        |  |
| parti                             | parti                                       | partai - (nl) partij                                           |  |
| science                           | sains - (en) science                        | ilmu                                                           |  |
| parce que                         | kerana                                      | karena                                                         |  |
| hôpital                           | hospital                                    | rumah sakit - calque du néerlandais ziekenhuis                 |  |
| électricité                       | tenaga elektrik ( « puissance électrique ») | listrik                                                        |  |
| orange (fruit)                    | oren                                        | jeruk                                                          |  |
| framboise                         | rasberi - (en) raspberry                    | frambus - (nl) framboesen                                      |  |
| fraise                            | stroberi - (en) strawberry                  | stroberi / arbei - (nl) aardbei                                |  |
| glace                             | ais krim - (en) ice cream                   | es krim - (nl) ijs                                             |  |
| zoo                               | zoo                                         | kebun binatang, calque du néerlandais dierentuin               |  |
| télévision                        | televisyen - (en) television                | televisi - (nl) televisie                                      |  |
| université                        | universiti                                  | universitas                                                    |  |
| bureau principal / direction      | ibu pejabat                                 | kantor pusat                                                   |  |
| usine                             | kilang                                      | pabrik                                                         |  |
| olive                             | zaitun                                      | zaitun de l 'arabe                                             |  |
| licence                           | lesen                                       | lisensi - (nl) licentie                                        |  |
| permis de conduire                | lesen memandu                               | ribewis - (nl) rijbewijs                                       |  |
| voiture                           | kereta                                      | mobil (kereta = train)                                         |  |